# Jean-Michel Bernard
Pour les articles homonymes, voir Bernard.
 (janvier 2023).
Jean-Michel Bernard dit « JMB » est un pianiste, compositeur et orchestrateur de musiques de films français.

## Biographie
Jean-Michel Bernard commence le piano très jeune, intègre le conservatoire d'Amiens à cinq ans et obtient ses premiers prix au conservatoire de Bordeaux à partir de l’âge de 14 ans puis le diplôme supérieur de concertiste à l’École normale de musique de Paris avec notamment le Concerto en fa de George Gershwin.
Après une incursion dans le circuit des concours internationaux de piano, à 19 ans il enregistre avec le Royal Philharmonic Orchestra de Londres et parallèlement continue à mener de front sa carrière de musicien de jazz (1er prix du concours des grandes Écoles, « Bœuf d’or » au salon de la Musique 1981 avec son trio composé des frères Louis et François Moutin).
Lors du festival de jazz de Bordeaux-Andernos avec son quartet Transit 33, il aura l’occasion d’accompagner de grands artistes comme Eddie « Lockjaw » Davis(saxophone chez Count Basie), Wild Bill Davis, Michael Silva et Major Holey, Guy Laffite et plus tard Jimmy Woode, contrebassiste de Duke Ellington avec qui il enregistrera un album. À cette époque, il devient le remplaçant officiel des grands pianistes de jazz français comme René Urtreger, André Persiani, Jacques Loussier ou Marc Hemmler.
Sa carrière de compositeur commence à l’âge de 16 ans avec le dessin animé (Opus 81 Salamandre d’or au festival de Sarlatavec Jean-Louis Bompoint), puis chez France Inter – il est directeur musical de l'émission L'Oreille en coin de 1987 à 1991 et compose tous les génériques des émissions de Claude Villers toujours sur France Inter (Marchand d’histoires, Les Routes du rêve, Je vous écris du plus lointain de mes rêves) et sera le pianiste officiel de son émission Tous aux abris.
Il collabore avec Lalo Schifrin pour le Midem 1990 avec l’Orchestre philharmonique de Lyon, Dizzy Gillespie et Ray Brown, avec Ennio Morricone pour le film Vatel de Roland Joffé, avec Claude Chabrol pour Madame Bovary et rencontre Ray Charles en 2000 qu’il va accompagner à l’orgue Hammond B3, au piano et aux claviers au sein de son quartet en tournée mondiale pendant les trois dernières années de sa vie, tout en assumant ponctuellement les rôles de chef d’orchestre et arrangeur notamment lors du festival de Sanremo en Italie(2000), la famille du créateur de la chanson Volare chantée par Ray Charles et orchestrée par JMB qualifiera celle-ci de meilleure version jamais interprétée (avec l’Orchestre symphonique national de la RAI).
La tournée en Australie en 2003 avec Bob Dylan en première partie verra la naissance de l’album inédit Ray Charles quartet in Melbourne featuring Jean-Michel Bernard on B3 Hammond organdiffusé sur ABC.
Le travail de JMB pour le cinéma prend de l’ampleur de par sa collaboration avec le réalisateur Michel Gondry. En 2000, il compose et orchestre pour l’orchestre symphonique de Seattle les chansons du film Human Nature, paroles de Charlie Kaufman chantées par Patricia Arquette. En 2006, il compose la bande-originale multi-récompensée du film La Science des rêves du même Gondry qui sera sélectionné aux festivals de Sundance, Cannes et Berlin ; Jean-Michel Bernard y joue également le rôle d’un policier mélomane. Ce film lui ouvre les portes d’une carrière internationale.
Il compose également de nombreuses musiques de publicités, documentaires, dessins animés. Il fera également l’adaptation-orchestration musicale complète de la comédie musicale Nine de Maury Yeston aux Folies Bergère.
Pour son travail de composition dans le cinéma, il est nommé aux World Soundtrack Awards en 2007 à Gand et remporte le prix France Musique/UCMF au Festival de Cannes la même année pour La Science des rêves de Michel Gondry.
L’album piano solo Message to Ray sort fin 2005 chez Opus Millésime, en partenariat avec France Musique. « C'est un album à part parmi tous ceux qui ont été réalisés ou le seront en hommage au Genius » écrira à son sujet Felix W. Sportis dans Jazz Hot.
En 2008, sort Soyez sympas, rembobinez (Be Kind Rewind) de Michel Gondry ainsi que Ca$h d’Eric Besnard et L'Emmerdeur de Francis Veber. Aussi différents soient-ils, ces trois longs-métrages ont été entre autres célèbres pour leur musique signée Jean-Michel Bernard. A l'occasion de la présentation du film de Gondry au Festival de Sundance, JMB se produit sur scène avec le rappeur/chanteur Mos Def et le réalisateur lui-même derrière la batterie durant un concert avec Patti Smith.
En 2009, JMB est choisi par le Festival de Cannes pour représenter la France dans le cadre des concerts de musiques de films programmés par le Marché du film au Cinéma de la Plage. L’Union des compositeurs de musiques de films lui remet son Grand Prix pour couronner sa carrière accomplie hors des frontières de son pays d’origine. Il est également sélectionné par la chaîne américaine HBO pour repenser le sound design de son antenne et de son réseau de sites Web. Il sera aussi le parrain musical d' Emergence pendant trois années à l'université d'été du Cinéma français créée par Élisabeth Depardieu.
En 2010, Fanny Ardant lui confie la musique de son film Chimères absentes, puis suivent en 2011 Qui a envie d'être aimé ? d’Anne Giafferi, Bienvenue à bord d’Eric Lavaine, Paris-Manhattan de Sophie Lellouche (avec Woody Allen) et Hugo Cabret de Martin Scorsese pour lequel il compose la musique additionnelle aux côtés de Howard Shore.
Il retrouve en 2016 Martin Scorsese au festival Lumière de Lyon pour lui jouer la Marty Suite enregistrée pour Universal lors de la cérémonie d’ouverture du festival.
En 2015, il collabore a nouveau avec Fanny Ardant (Cadences obstinées avec Asia Argento et Gérard Depardieu) et signe la musique de Duo d'escrocs (Love Punch) du réalisateur britannique Joel Hopkins avec Pierce Brosnan et Emma Thompson.
Jean-Michel Bernard a participé à de nombreux concerts symphoniques de musiques de film, au centre Pompidou(dans le cadre de l'usine de films amateurs de Michel Gondry), à la cinémathèque de Paris et au Grand Rex notamment avec le Paris Symphonic Orchestra, au festival Fimucité de Tenerife pour le concert French Connection. Il a également animé des master classes au festival de Cannes ainsi qu'aux festivals de La Rochelle, Angers, Montréal, Cologne, Braunschweig, Cracovie et Aubagne où il a par ailleurs présenté en avril 2014 une version live de l'album Jazz for Dogs (Cristal Records), conçu avec sa partenaire Kimiko Ono incluant de nombreux invités dont Fanny Ardant, Francis Lai et Laurent Korcia.
En 2018 il est invité à donner une conférence à la prestigieuse université Gedai à Tokyo.
Entre 2014 et 2017, Jean-Michel Bernard crée la classe de musique à l'image du Conservatoire de Paris Paul Dukas, il est à l’origine de nombreux partenariats notamment avec la Sacem et l'école des Gobelins pour le festival d'Annecy où il assume le rôle de président du jury musique courts-métrages en 2014. La même année, pas moins de trois manifestations internationales le mettront à l'honneur : le Festival des musiques à l'image de Paris (Audi Talents Awards) avec Michael Giacchino, le festival de Braunschweig et le Soundtrack festival de Cologne. En 2017, Universal lui commande la Q suite pour le coffret consacré à Quincy Jones qu’il rencontre à Los Angeles la même année.
Il enregistre également pour le film de Bertrand Tavernier Voyage à travers le cinéma français et enregistre aux Studios Abbey Road à Londres la partition d’Ange et Gabrielle d’Anne Giafferi dans le studio 2, celui des Beatles.
Il a composé la musique du ballet contemporain Terra chorégraphié par Hubert Essakow du Royal Ballet de Londres, dont la première a été donnée au Coronet Theatre de Londres en mars 2016et collabore avec le groupe The Avalanches pour l’album Wildflower classé en tête du hit parade australien et no 5 au Royaume-Uni. Il a composé le titre éponyme et rejoint le groupe sur scène au Trianon à Paris en juillet 2017. L'album est certifié disque d'or 2018.
En 2017/18 sort l’album Jean-Michel Bernard plays Lalo Schifrin chez Varese Sarabande (distribution Monde) et Cristal/Sony incluant trois duos de piano enregistrés au Capitol Studios (Hollywood) avec Lalo Schifrin et Kyle Eastwood à la basse sur The Dirty Harry Suite. Suivent des concerts au Japon, au Tokyo Blue Note Jazz Festival et à l’institut Français, en Europe et aux États-Unis. JMB signe également la partition de Money de Gela Babluani qui remporte les prix du meilleur film et meilleur réalisateur au Festival de Bruxelles.
JMB a été membre du bureau de l'UCMF (Union des compositeurs de musique de films) 2015/2022.
En 2021, il a créé les grands « zoom » interviews UCMF/Pop Cinoche avec Howard Shore, Rachel Portman, Gabriel Yared, Jeff Rona, Bruno Coulais..d’une façon résolument moderne, une discussion entre « collègues ».
Il a reçu le grand prix Sacem de la musique pour l’image 2017 à la salle Pleyel.
En 2018, il joue Cinematic Piano dans de nombreux concerts internationaux notamment à Los Angeles, à Tokyo et à Yokohama pour l'ouverture du festival du film Français avec Unifrance, pour la première fois à l'Imperial Hotel de Tokyo, au festival Fimucité XII de Tenerife et Las Palmas, au Danemark.... Jean-Michel Bernard devient Steinway Artist[Quoi ?] en mars 2018 aux côtés d'Arthur Rubinstein, Keith Jarrett et Lalo Schifrin. Après Maurice Jarre, Georges Delerue et Lalo Schifrin, Prelight Films lui consacre un documentaire de 52 min réalisé par Pascale Cuenot, In the Tracks of Jean-Michel Bernard. Fin 2018, il se produit au Hall Lisinski de Zagreb devant 3 000 personnes, puis en 2019 en Roumanie au Festival de Transylvanie et compose la musique du film de Yannis Economides, Ballad for a Pierced Heart qui sera nommée aux Iris de l'académie du film grec.
En avril 2019, il rend hommage à Lalo Schifrin au Vibrato Grill[Quoi ?] d'Herb Alpert à Los Angeles en compagnie du batteur Peter Erskine, de Bob Sheppard (en), saxophoniste du quintet de Freddie Hubbard, Steely Dan, Herbie Hancock et enregistre un album avec la chanteuse Sally Stevens à Capitol Studio avec l'ingénieur du son Al Schmitt (en).
À la demande de Steinway, il enregistre 18 titres pour le nouveau système Spirio de la marque. Il interprète pour la première fois la Jazz Sonata que Lalo Schifrin a composé pour Bill Evans en 1963. JMB est membre du jury de la Mostra de Valencia en Espagne en octobre 2021 et donne un concert et une master classe au Palau de la Musica.
Le Festival Soundtrack Cologne 2021 présente le documentaire In the tracks of JMB de Pascale Cuenot et Léo Boudet suivi d'un récital de piano.
JMB devient officiellement artiste SONY - Signature chez Sony Masterworks pour trois albums de piano "PIANO CINEMA" sortie du 1er pour le festival de Cannes 2022 - il sera représenté par Ugo and Play pour les concerts.
Il joue en soliste avec l’Orchestre Philharmonique de Radio France le concert hommage à Lalo Schifrin le 3 février 2023 à l’auditorium de Radio France dans le cadre de la soirée France Musique/Sacem :
- mars 2023 : concert au Steinway center de Los Angeles, au Vibrato Grill et rencontre avec John Williams pour l'album Piano Cinéma ;
- juin 2023 : 1re tournée française de piano cinéma ;
- membre de la SCL (Society of Composers and Lyricists (2023).

Sortie du coffret The Legend of John Williams (20 CDs) imaginé par Stéphane Lerouge pour Universal incluant la version piano de JMB pour « Catch me if you can » validée par le Maestro lui-même (novembre 2023).
- mars 2024 : concert au Vibrato Grill de Los Angeles « JMB plays Schifrin, Goldsmith, Mancini » avec la participation de Lalo Schifrin, Monica Mancini et Carol Goldsmith.
- mai 2024 : 2 concerts au Coronet Theatre de Londres
- Juillet 2024 : concert hommage à Diane Warren, duo-duel avec le compositeur Sean Callery (Homeland, 24) - Apulia Soundtrack Awards (Italie)
- Juin 2025 : Master class et concert avec Michel Gondry au Festival International d’animation d’Annecy

## Récompenses
- 2007 : Prix France Musique/UCMF au festival de Cannes 2007-meilleur score pour La Science des Rêves de Michel Gondry
- 2007 : Prix du public au festival Paris cinéma pour La Science des Rêves de Michel Gondry
- 2007 : nomination discovery of the year aux World Soundtracks Awards à Gand
- 2009 : Meilleur compositeur Européen UCMF-FFACE au festival de Cannes
- 2013 : Nomination au prix France-Musique/Sacem de la musique de film pour Cadences obstinées de Fanny Ardant
- 2014 : prix hommage Audi Talents Awards Paris Film Music Festival au Grand Rex
- 2017 : grand prix Sacem de la musique de film
- 2018 : album Wildflower (The Avalanches) certifié disque d’or
- 2018 : Grand Prix five continents film awards pour le meilleur score (With my own two hands)
- 2021 : nomination aux Greek Iris Awards (Oscars Grecs) pour le meilleur score pour Ballad for a pierced heart de Yannis Economides
- 2022 : Apulia Film Music Festival Award pour contribution à la musique de film
- 2023 : élu membre de l'académie des Oscars (Academy of Motion Picture, Arts and Sciences).
- 2024 : Apulia Film Music Festival - Honorary Award
- 2025 : lauréat du Palmarès Européen de la Meilleure BO de film d’animation pour Maya donne moi un titre de Michel Gondry
- 2025 : intronisation aux Seniors golfeurs de France
- 2025 : prix tandem Union des compositeurs U2C avec Michel Gondry
- 2025 : Ours de Cristal Berlinale pour Maya donne moi un titre de Michel Gondry
- 2025 : Sélection d’A pied d’oeuvre de Valérie Donzelli à la Mostra de Venise

## Filmographie

### Cinéma
- 1990 : Jours tranquilles à Clichy de Claude Chabrol
- 1991 : Madame Bovary de Claude Chabrol
- 1999 : L'Âme-sœur de Jean-Marie Bigard
- 2001 : Human Nature de Michel Gondry
- 2001 : La Chambre des officiers de François Dupeyron
- 2006 : La Science des rêves de Michel Gondry[1]
- 2006 : Grace Is Gone de James Strouse
- 2007 : Ma place au soleil d'Éric de Montalier
- 2007 : Détrompez-vous de Bruno Dega
- 2008 : Soyez sympas, rembobinez de Michel Gondry
- 2008 : Cash d'Éric Besnard
- 2008 : L'Emmerdeur de Francis Veber
- 2008 : Freud's Magic Powder d'Édouard Getaz
- 2011 : Hugo Cabret de Martin Scorsese
- 2011 : Qui a envie d'être aimé ? d'Anne Giafferi
- 2011 : Chimères absentes de Fanny Ardant
- 2011 : Bienvenue à bord d'Éric Lavaine
- 2012 : Paris-Manhattan de Sophie Lellouche
- 2012 : L'Oncle Charles d'Étienne Chatiliez
- 2013 : Duo d'escrocs de Joel Hopkins
- 2013 : Cadences obstinées de Fanny Ardant
- 2014 : Rester là de Fabien Daphy
- 2014 : De quoi je me mêle de Pablo Larcuen
- 2015 : Ange et Gabrielle d'Anne Giafferi
- 2017 : Money de Gela Babluani
- 2018 : Deux Mains de Michael Barocas
- 2019 : Ni une ni deux d'Anne Giafferi
- 2020 : Ballad for a Pierced Heart de Yannis Economides[2]
- 2022 : In the tracks of Jean-Michel Bernard - documentaire de 70' de Pascale Cuenot et Léo Boudet
- 2024 : Maya, donne-moi un titre de Michel Gondry
- 2025 : Maya, redonne moi un titre de Michel Gondry
- 2026 : A pied d’œuvre de Valérie Donzelli

### Télévision
- 1990 : V.O
- 1991 : Pyramide
- 2000 : Marsupilami
- 2004 : À prendre ou à laisser
- 2010 : Vieilles Canailles, téléfilm d'Arnaud Sélignac
- 2010 : Les Douze Coups de midi
- 2011 : Une famille en or
- 2011 : Money Drop
- 2012 : La Roue de la fortune
- 2012 : Au pied du mur !
- 2013 : Des frères et des sœurs d'Anne Giafferi
- 2014 : La Vie à l'envers d'Anne Giafferi
- 2018 : Qu'est-ce qu'on attend pour être heureux d'Anne Giafferi
- 2021 : Y'a pas d'erreur ?
- 2023 : Heureusement qu’on s’a d’Anne Giafferi
- 2025 : le dernier cercle (TF1)

## Discographie
- 1991 : Yellow Cow (avec le Paris Philharmonic orchestra, soliste Éric Marienthal)
- 1999 : Marchand d'histoires (France Inter)
- 2002 : Cinéma Français-Bruton Music
- 2003 : Belles belles belles[3]
- 2005 : Message to Ray avec France Musique, piano solo
- 2006 : La Science des rêves (BO)
- 2008 : Soyez sympas, rembobinez (BO)
- 2008 : Cash (BO)
- 2011 : Qui a envie d'être aimé ? (BO)
- 2011 : Bienvenue à bord (BO)
- 2011 : Hugo Cabret (BO)
- 2012 : Paris-Manhattan (BO)
- 2013 : Duo d'escrocs (BO)
- 2013 : Cadences obstinées (BO)
- 2014 : Jazz for Dogs - Cristal Records
- 2014 : La Vie à l'envers (BO)
- 2015 : Ange et Gabrielle (Love at First Child) (BO)
- 2016 : Terra (BO), spectacle de danse contemporaine, 1re à Londres en mars 2016 au Coronet Theater.
- 2016 : « The Marty Suite » dans The Cinema of Martin Scorsese - Universal Music
- 2016 : Voyage à travers le cinéma français de Bertrand Tavernier
- 2016 : « The Q cinema suite » dans The cinema of Quincy Jones - Universal Music
- 2018 : Jean-Michel Bernard plays Lalo Schifrin (avec Lalo Schifrin) - Varese Sarabande Cristal/Sony-Rambling Records (Japon)
- 2020 : Ballad for a Pierced Heart de Yannis Economides (BO) - Cristal Records
- 2020 : Sally Stevens sings / Jean-Michel Bernard plays - Lakeshore Records
- 2022 : "The singular world of Jerry Goldsmith as seen by Jean-Michel Bernard" - Cristal records
- 2022/24 : Piano Cinema - Sony Masterworks - Collection de 3 albums consacrés aux grands thèmes du cinéma.
- 2022 : Piano Noël - Sony Masterworks
- 2023 : Piano Cinema Volume II - Sony Masterworks
- 2023 : His songs - a piano tribute to Elton John - Sony Masterworks
- 2023 : Heureusement qu'on s'a (BO) - Cristal Records
- 2024 : Piano Cinema Volume III - Sony Masterworks
- 2024 : The Film Song Affair avec Paul Meyer - Sony Masterworks
- 2024 : The Strange case of Don Fernando Gelbard - Cristal records
- 2024 : Piano Noël II - Sony Masterworks
- 2024 : Maya donne moi un titre de Michel Gondry - Cristal records
- 2025 : Movie Set - Sony Masterworks
- 2025 : Un pas de côté - pièce de théâtre d’Anne Giafferi
- 2025 : La Scoumoune - Decca Universal
- 2025 : Piano Pieces - Kaptain Music
- 2025 : The New Bossa Nova Groove Experience - Sony Masterworks